# Regiunea Sumî
Sumî (în ucraineană Сумська область, Sumska oblast) este o regiune în Ucraina de nord-est. Centrul administrativ este orașul Sumî.

## Demografie
Componența lingvistică a regiunii Sumî
     Ucraineană (83,29%)
     Rusă (15,5%)
     Alte limbi (0,19%)
Conform recensământului din 2001, majoritatea populației regiunii Sumî era vorbitoare de ucraineană (83,29%), existând în minoritate și vorbitori de rusă (15,5%).